# Adil Demirbağ
Adil Demirbağ (* 10. Dezember 1997 in Elazığ) ist ein türkischer Fußballspieler.

## Karriere

### Verein
Demirbağ begann mit dem Vereinsfußball in der Nachwuchsabteilung von Elazığ DSİ SK. Hier fiel er den Talentscouts Beşiktaş Istanbuls auf und wurde 2011 dann in deren Nachwuchs geholt. Nach einem Jahr wechselte Demirbağ in die Nachwuchsabteilung des Istanbuler Drittligisten Sarıyer SK. Auch hier blieb er nur eine Spielzeit lang und wechselte dann in den Nachwuchs des Zweitligisten Bucaspor. Im Januar 2015 erhielt er hier zwar einen Profivertrag, spielte aber weiterhin für den Nachwuchsbereich. Ab Sommer 2015 war er fester Bestandteil der Profimannschaft. Er eroberte schnell einen Stammplatz und etablierte sich allmählich als Leistungsträger. Nach eigenen Angaben lagen ihm Angebote der europäischen Vereine Roda JC Kerkrade, Standard Lüttich und Atlético Madrid vor. Wobei ein wechsel an seinem Verein Bucaspor  scheiterte.
Mit seinem Vertragsende zum Sommer 2017 verließ Demirbağ Bucaspor und wechselte zum Zweitligisten Adana Demirspor.

### Nationalmannschaft
Demirbağ begann seine Nationalmannschaftskarriere 2016 mit einem Einsatz für die türkische U-19-Nationalmannschaft.